# گئورگ قوندیان
گئورگ هاروتیونی قوندیان (ارمنی: Գևորգ Հարությունի Ղևոնդյան؛  زادهٔ ۱ اکتبر ۱۸۹۵ - درگذشته ۲۰ ژوئیهٔ ۱۹۵۹) سیاستمدار، پزشک اهل ارمنستان بود که از تاریخ ۱۹۲۷ تا تاریخ ۱۹۳۷ و دوباره از تاریخ ۱۹۴۵ تا تاریخ ۱۹۴۹ سمت وزیر بهداشت ارمنستان شوروی را برعهده داشت.

## زندگی‌نامه
وی در ۱۳ اکتبر [سبک قدیمی: ۱ اکتبر] ۱۸۹۵ در تفلیس به دنیا آمد و از دانشکده پزشکی دانشگاه دون روستوف فارغ‌التحصیل گشت. همچنین برندهٔ جوایزی همچون نشان لنین، نشان پرچم سرخ کار و پزشک شایسته ارمنستان شوروی شده است. وی در ۲۰ ژوئیهٔ ۱۹۵۹ در سن ۶۴ سالگی در ایروان درگذشت.

## یادداشت
1. ↑  Դոնի Ռոստովի համալսարանի բժշկական ֆակուլտետ